# 1962 في كولومبيا
فيما يلي قوائم الأحداث التي وقعت خلال عام 1962 في كولومبيا.

## سياسة

### تعيين في المنصب
- 7 أغسطس – غييرمو ليون فالنسيا رئيس كولومبيا.

### انتهاء فترة المنصب
- 7 أغسطس – ألبرتو ليراس كامارغو رئيس كولومبيا.

## كتب
من الكتب التي صدرت هذه السنة في كولومبيا:
- 1 يناير – في ساعة نحس من تأليف غابرييل غارثيا ماركيث.

## مواليد

### يناير
- 20 يناير – عمر هيرنانديز درّاج طريق كولومبي.

### فبراير
- 19 فبراير – خيرمان فارغاس ليراس سياسي كولومبي.

### أبريل
- 15 أبريل – جون خايرو فيلاسكيز

### يونيو
- 12 يونيو – لويس فرناندو هيريرا لاعب كرة قدم كولومبي.

### ديسمبر
- 18 ديسمبر – فيدل باسا ملاكم كولومبي.
- 21 ديسمبر – أنتوني دي أفيلا لاعب كرة قدم كولومبي.